# Alive Till I’m Dead
Alive Till I’m Dead – pierwszy studyjny album Professor Greena wydany 16 lipca 2010 roku przez wytwórnię Virgin Records. Gościnnie na albumie pojawili się m.in. Lily Allen, Example, Labrinth i Emeli Sandé.

## Lista utworów
CD Virgin CDV3080 / 6334572 (EMI) / EAN 5099963345728
1. Kids That Love to Dance (featuring Emeli Sandé) – 2:46
2. Just Be Good to Green (featuring Lily Allen) – 3:24
3. I Need You Tonight (featuring Ed Drewett) – 3:45
4. City of Gold – 4:02
5. Oh My God (featuring Labrinth) – 3:51
6. Jungle (featuring Maverick Sabre) – 3:13
7. Do for You – 4:21
8. Falling Down – 3:53
9. Monster (featuring Example) – 3:08
10. Closing the Door (featuring Fink) – 4:00
11. Where Do We Go (featuring Shereen Shabanaa) – 3:47
12. Goodnight – 4:43

iTunes bonus track
13. Crying Game (featuring The Streets) – 3:55
Play.com bonus track
13. "All to Myself – 4:25

## Notowania
| Lista (2010)            | Najwyższa pozycja |
| ----------------------- | ----------------- |
| Australian Albums Chart | 98                |
| Irish Albums Chart      | 18                |
| UK Albums Chart         | 2                 |